# بلیسی
بلیسی (به فرانسوی: Blessy) یک کمون (فرانسه) در فرانسه است که در پا-دو-کاله واقع شده‌است. بلیسی ۵٫۳۹ کیلومتر مربع مساحت دارد ۲۹ متر بالاتر از سطح دریا واقع شده‌است.